# Glen Ridge
För Glen Ridge i Florida, se Glen Ridge, Florida.
Glen Ridge är en kommun (borough) i Essex County i New Jersey. Enligt 2020 års folkräkning hade Glen Ridge 7 802 invånare